# برج قشلاق قارلوجا
برج قشلاق قارلوجا مربوط به سدهٔ هفتم هجری است و در شهرستان کلیبر، کنار رود خانه ارس، روستای قارلوجا واقع شده و این اثر در تاریخ ۱ فروردین ۱۳۴۷ با شمارهٔ ثبت ۷۹۹ به‌عنوان یکی از آثار ملی ایران به ثبت رسیده است.